# Nostima abdominalis
Nostima abdominalis är en tvåvingeart som beskrevs av Canzoneri och Giuseppe Giovanni Antonio Meneghini 1969. Nostima abdominalis ingår i släktet Nostima och familjen vattenflugor.
Artens utbredningsområde är Rwanda. Inga underarter finns listade i Catalogue of Life.